# José de León Toral
José de León Toral (23. december 1900 – 9. februar 1929) var en mexikaner som blev kendt efter at han den 17. juli 1928 havde myrdet den tidligere præsident Álvaro Obregón. León Toral blev henrettet ved skydning den 9. februar 1929.